# Calab Law
Calab Law (* 31. Dezember 2003 in Caboolture) ist ein australischer Leichtathlet, der sich auf den Sprint spezialisiert hat. 2024 wurde er über 200 Meter in Suva Ozeanienmeister.

## Sportliche Laufbahn
Erste internationale Erfahrungen sammelte Calab Law im Jahr 2022, als er in 20,50 s beim Melbourne Track Classic im 200-Meter-Lauf siegte und anschließend gewann er bei den Ozeanienmeisterschaften in Mackay in 20,90 s die Silbermedaille hinter seinem Landsmann Aidan Murphy. Nur wenige Tage später gewann er bei den U20-Ozeanienmeisterschaften ebendort in 10,49 s die Silbermedaille im 100-Meter-Lauf und siegte in 40,05 s mit der australischen 4-mal-100-Meter-Staffel. Anschließend erreichte er bei den Weltmeisterschaften in Eugene das Halbfinale über 200 Meter und schied dort mit 20,72 s aus. Im August gewann er dann bei den U20-Weltmeisterschaften in Cali in 20,48 s die Bronzemedaille über 200 Meter. Im Jahr darauf siegte er in 10,40 s über 100 Meter bei den Pazifikspielen in Honiara und gewann auch über 200 Meter in 20,60 s die Goldmedaille. Bei den World Athletics Relays 2024 auf den Bahamas sicherte er der 4-mal-100-Meter-Staffel einen Startplatz bei den Olympischen Spielen. Anschließend siegte er in 20,74 s bei den Ozeanienmeisterschaften in Suva über 200 Meter. Im August ging er bei den Olympischen Sommerspielen in Paris in der Hoffnungsrunde über 200 Meter nicht mehr an den Start und mit der Staffel verpasste er mit neuem Ozeanienrekord von 38,12 s den Finaleinzug.
2024 wurde Law australischer Meister im 200-Meter-Lauf.

## Persönliche Bestzeiten
- 100 Meter: 10,26 s (+1,4 m/s), 12. November 2022 in Brisbane
- 200 Meter: 20,42 s (+0,1 m/s), 3. August 2022 in Cali